# Alcolea del Río
Alcolea del Río is een gemeente in de Spaanse provincie Sevilla in de regio Andalusië met een oppervlakte van 50 km². In 2007 telde Alcolea del Río 3331 inwoners.